# Terra indominicata
Terra indominicata o mansus indominicatus són termes llatins que, en la societat feudal de l'edat mitjana, designen la part de la propietat que el terratinent cedia als seus serfs o colons per tal que l'explotessin, els quals a canvi adquirien el compromís de pagar-lo amb diversos treballs i obligacions.

## Història
Un sistema principalment agrícola és el que va formar la societat del feudalisme; en aquest sistema, els treballadors tenien drets d'usdefruit de la terra però el propietari o senyor feudal tenia el dret per damunt de tot el terreny i el de recollir tots els seus drets de prestacions, per tant els treballadors no gaudien de llibertat absoluta. Així doncs, en el segle x no eren esclaus, però sí que entraven com a servidors.
El centre del domini era la residència de l'amo, normalment un castell, fortalesa, abadia o catedral, amb diverses viles de la seva pertinença, en cada una de les quals es trobaven els edificis corresponents als serveis agrícoles: granges, estables, premses, molins o cavallerisses, i també la residencia de l'administrador i home de confiança del propietari. La terra per conrear i treballar constava de dues parts: la terra dominicata o reserva senyorial, pertanyent completament al propietari, i la terra indominicata, que era dividida en diversos terrenys nomenats mansi, que va originar els masos o masies en territori català, anomenats hufe en alemany i virgate o yarland en anglès.
Els colons o serfs, a més a més de treballar la terra indominicata en usdefruit, tenien el deure de les corvees, és a dir, de les prestacions en treball en els processos de llaurar, batre el sègol o l'ordi, sembrar… en les terres de la reserva senyorial del propietari, segons les normes a què haguessin arribat, determinats dies de la setmana.